# Кривонос Петро Федорович
Петро Федорович Кривоно́с (29 червня (12 липня) 1910, Феодосія, Таврійська губернія, Російська імперія — 19 жовтня 1980, Київ, Українська РСР, СРСР) — український радянський державний діяч, залізничник, один з ініціаторів стахановського руху на залізничному транспорті Української СРР, начальник Південно-Західної залізниці, Герой Соціалістичної Праці (5.11.1943). Кандидат у члени ЦК КП(б)У в червні—серпні 1937 року. Член ЦК КПУ в 1937—1952 і 1954—1980 роках. Член Центральної ревізійної комісії ВКП(б) у 1939—1952 роках. Депутат Верховної Ради СРСР 1—5-го скликань (1937—1962). Депутат Верховної Ради УРСР 6—10-го скликань (1963—1980).

## Біографія
Народився 29 червня (12 липня) 1910 року в Феодосії в родині залізничника.
У 1913 році сім'я переїхала до Слов'янська. Після закінчення в 1924 році школи-семирічки працював слюсарем в паровозному депо. У 1926—1929 роках навчався в школі ФЗУ в місті Слов'янську. З 1929 року працював помічником машиніста та машиністом на Південно-Донецькій залізниці. Першим його локомотивом став паровоз серії «ОВ», у народі названий «Овечка». Член ВКП(б) з 1929 року.
У 1930 році вступив до Дніпропетровського інституту інженерів транспорту, але у зв'язку з загрозою японської війни на Далекому Сході в 1931—1932 роках, залишив навчання та став курсантом Луганської повітряної академії. На практичних польотах були виявлені дефекти вестибулярного апарата, лікарі заборонили літати. Залишив навчання й повернувся в паровозне депо Слов'янськ, де почав працювати помічником машиніста паровоза в бригаді Рубана Макара Васильовича. У 1933 році на третьому Всесоюзному конкурсі паровозних бригад Рубану та Кривоносу було присвоєно звання найкращого машиніста й помічника машиніста СРСР.
Після навчання на курсах машиністів у Кременчуці Петро Кривонос здав іспити та став бригадиром першого комсомольсько-молодіжного екіпажу паровоза Еу-684-37, перший рейс якого відбувся в листопаді 1933 року. Виступив з ініціативою повнішого використання його потужності та швидкісних якостей. Велику допомогу в починаннях надала комплексна ремонтна бригада Олексія Карповича Мороза, яка гарантувала бездоганну роботу відремонтованих паровозів під час усього пробігу до наступної промивки. Це було принциповим нововведенням, оскільки раніше ремонтники на себе такої відповідальності не брали, якість ремонту завжди була вузьким місцем у паровозному господарстві.
1 липня 1935 року комсомольсько-молодіжний екіпаж Кривоноса провів зі Слов'янська в Лозову вугільний потяг при новій ваговій нормі 1 750 тонн з технічною швидкістю 31,9 км/год замість 23,5 км/год, передбачених інструкцією. 14 червня в листівках виїзної редакції газети «Залізничник Донбасу» друкується лист Кривоноса, у якому він викладає своє бачення подальшого розвитку експлуатації паровоза, можливості використання великого клапана й широких перспектив розвитку всього залізничного транспорту в цілому. Цей лист поклав початок руху робочих кореспондентів друку.
Після зустрічі передових залізничників у Кремлі, що відбулася 30 липня 1935 року Кривонос виступив з пропозицією зробити колону передових паровозників, до складу якої приймались машиністи, що не допускають аварій, чітко дотримуються правил технічної експлуатації, водять поїзди на більших швидкостях і підвищеної ваги, економлять паливо, воду, пару. Так на залізничному транспорті розпочався рух за високу продуктивність праці, який отримав згодом, після рекорду Олексія Стаханова зі збільшення видобутку вугілля в 14 разів, назву «кривоносівський рух».
Петро Кривонос довів технічну швидкість потяга до 45 км/год, за що в серпні 1935 року був нагороджений орденом Леніна. Всього через три місяці після першого рекорду Кривоноса багатьма донецькими залізничниками були збільшені навантаження вугілля й інших вантажів, на 7 км/год — технічна швидкість, на 70 км — середньодобовий пробіг паровозів. 14 листопада 1935 року в Москві відкрилась I Всесоюзна нарада стахановців промисловості та транспорту, на якій відбувся виступ Кривоноса й нагородження його орденом Трудового Червоного Прапора.
У січні 1936 року бригада Кривоноса почала працювати на одному з перших паровозів ФД, побудованих на Ворошиловградському паровозобудівному заводі, а в листопаді 1936 року комсомольська бригада заводу на честь X з'їзду ВЛКСМ випустила ювілейний локомотив, п'ятсоттисячний за номером котла, і подарувала його комсомольсько-молодіжному екіпажу Петра Кривоноса. Це був легендарний ФД-20-835.
У квітні 1937 року Петра Кривоноса призначають начальником паровозного депо Слов'янськ. Під його керівництвом і за безпосередньої участі розвернувся рух за творчий підхід кожного до своєї справи, широкого розмаху набули винахідництво і раціоналізація; запроваджувалися заходи, які прищеплювали економне й уважне ставлення до майна депо, машин і механізмів, металу й палива; налагодилися стосунки між бригадами.
12 грудня 1937 року Кривоноса було обрано депутатом Верховної Ради СРСР по Артемівському округу, а в травні 1938 року його призначили начальником Південно-Донецької залізниці. Тут він запроваджує й розповсюджує досвід роботи найкращих працівників Південно-Донецької магістралі. На відділеннях, охопивши весь паровозний парк, запровадили кільцевий графік руху локомотивів, збільшивши середньодобовий пробіг локомотива на 50—60 км, скоротили норми їх обороту, збільшили вагові норми поїздів. Після проведення ремонту кожного паровоза запровадили видачу гарантійного паспорта, що забезпечував надійність роботи паровоза протягом усього міжремонтного пробігу, скоротили простій локомотивів у ремонті. Запровадили досвід новосибірського машиніста Миколи Луніна, який зі своєю бригадою виконував весь поточний ремонт паровоза в процесі експлуатації та довів пробіг свого паровоза між піднімальними ремонтами до 100 тисяч км. Машиністи Донецької довели цей пробіг уже до 300 тисяч км. Для встановлення злагодженості в роботі суміжних відділень залізничники різних служб організували єдині зміни, які об'єднали всіх чергових працівників станцій, локомотивних депо, пунктів технічного огляду вагонів, паливних складів. Очолили їх диспетчери управління залізниці. Для збільшення кількості перевезеного вугілля, видобуток якого весь час зростав, було запроваджено технологічний процес, що пов'язував у єдине ціле функції промисловості та транспорту, так звана єдина технологія.
У листопаді 1939 року Кривоноса призначають начальником Північно-Донецької залізниці.
Під час радянсько-німецької війни, у серпні 1942 року, Петра Федоровича призначили уповноваженим Наркомату шляхів сполучення по Північному Кавказу. Організував просування потоків поїздів з евакуйованим населенням і вантажами, поєднавши це транспортування з перевезеннями військ, боєприпасів, зброї.
У листопаді 1942 року Кривонос починає працювати начальником Томської залізниці, однієї з найважливіших артерій індустріального тилу країни з надійною та потужною промисловою базою сходу. Тут він займався організацією збільшення навантаження вугілля й забезпеченням відправок термінових вантажів для фронту.
У лютому 1943 року Петро Кривонос повертається на Північно-Донецьку залізницю та продовжує працювати її начальником. Фронт стабілізувався на берегах Сіверського Дінця й річки Міус. Оперативна група управління залізниці розмістилась у Старобільську.
8 вересня 1943 року Донбас відвоювали, але магістралі його були майже повністю зруйновані. Головну участь у відновленні залізниць Донбасу взяли залізничні війська Південно-Західного й Південного фронтів. Вони йшли разом із передовими частинами армій, висилали вперед підрозділи технічної розвідки, які визначали характер руйнувань, складали оперативні рапорти про стан залізничного господарства на звільненій території.
5 листопада 1943 року Указом уряду нагородами були відзначені тисячі працівників фронтових і тилових магістралей, які брали участь у відновленні промисловості й транспортних комунікацій. 127 залізничникам, у тому числі й начальнику Північно-Донецької залізниці Петру Федоровичу Кривоносу, було присвоєно звання Героя Соціалістичної Праці. За мужність, героїзм, відвагу, виявлені в роки радянсько-німецької війни в травні 1945 року Кривоноса було нагороджено орденом Суворова II ступеня.
У зв'язку з утворенням округів залізниць у травні 1946 року Кривоноса було призначено в Київ начальником Південно-Західного округа, а в серпні 1947 року — керівником Донецького округа та членом колегії Міністерства шляхів сполучення СРСР. З серпня 1950 року — студент Московського електромеханічного інституту інженерів залізничного транспорту імені Дзержинського.
У 1953 році закінчив Московський електромеханічний інститут інженерів залізничного транспорту імені Дзержинського.
З 1953 по 1980 рік — начальник Південно-Західної залізниці. Під його керівництвом залізниця провела революційні перетворення:
- локомотивне господарство спочатку було переведено на тепловозну, а до кінця сімдесятих і на електровозну тягу — паровози на той час залишалися лише на мало діяльних ділянках і маневрових роботах.
- були покладені на щебеневу основу три чверті залізничної колії — піщаний баласт уже не відповідав експлуатаційним вимогам нових локомотивів.

Обирався делегатом з'їздів ВКП(б)/КПРС і КП(б)У/КПУ.

Могила Петра Кривоноса

Помер в Києві 19 жовтня 1980 року. Похований на Байковому кладовищі.

## Звання
- Генерал-директор тяги I рангу (25.05.1949)

## Нагороди
- Герой Соціалістичної Праці (5.11.1943)
- чотири ордени Леніна (5.08.1935, 5.11.1943, 31.07.1954, 1.08.1959)
- орден Жовтневої Революції (28.02.1974)
- орден Суворова ІІ ст. (29.07.1945)
- чотири ордени Трудового Червоного Прапора (8.12.1935, 23.01.1948, 21.05.1951, 10.07.1970)
- орден Дружби народів (11.07.1980)
- орден Червоної Зірки (24.07.1942)
- орден «Знак Пошани» (23.11.1939)
- медаль «За оборону Кавказу»
- медаль «За оборону Сталінграда»
- медалі
- два знаки «Почесному залізничнику»
- Почесний громадянин міста Слов'янська (1971)[1]

Меморіальна дошка Петру Кривоносу. Встановлена на фасаді будівлі управління Південно-Західної залізниці

## Вшанування пам'яті
- Іменем Петра Кривоноса названо одну зі станцій на лінії Київ — Трипілля. У 1985 році на честь Героя названо площу в Києві, на якій встановлено анотаційну дошку[2].
- Локомотивне депо "Слов'янськ імені П.Ф. Кривоноса".

- У 1972 році в локомотивному депо Слов'янська на постаменті було встановлено паровоз, на якому Петро Федорович встановив свій рекорд.
- У 1989 р. на будівлі Залізничного технікуму (Кременчук) була розміщена чавунна меморіальна дошка, присвячена випускникам - Героям Соціалістичної Праці Даниленко Костянтин Іванович, Камірний Василь Гнатович, Кривоніс Петро Федорович, Примак Степан Максимович, Шаповал Надія Семенівна. У 2004 р. замінена меморіальною дошкою сіро-рожевого полірованою граніту. Справа вгорі зірка Героя, зліва внизу символ транспортників - колесо з крилами, з’єднані між собою жмутком колосків, перевитих стрічкою. Текст у 7 рядків: «Тут навчалися Герої Соціалістичної Праці Даниленко Костянтин Іванович, Камірний Василь Гнатович, Кривоніс Петро Федорович, Примак Степан Максимович, Шаповал Надія Семенівна».